# Andreas Sigismund Marggraf
Andreas Sigismund Marggraf (n. 3 martie 1709, Berlin – d. 7 august 1782) a fost un chimist german, considerat ca fiind un pionier al chimiei analitice. A izolat în anul 1746 zincul, prin încălzirea mineralului calamină împreună cu carbon. În anul 1747, Marggraf a identificat zahărul în sfeclă și a propus o metodă de extracție a acestuia utilizând alcool.